# Nonancourt
Nonancourt es una localidad y comuna francesa situada en la región de Alta Normandía, departamento de Eure, en el distrito de Évreux y cantón de Nonancourt.

## Demografía
| 1128 | 1204 | 1243 | 1359 | 1529 | 1410 | 1629 | 1641 | 1590 | 1404 | 1750 | 1817 | 1983 | 2075 | 2072 | 2058 | 2073 | 2054 | 2046 | 1826 | 1694 | 1748 | 1733 | 1673 | 1685 | 1736 | 1794 | 1688 | 1862 | 1752 | 2184 | 2320 | 2174 |
| Para los censos de 1962 a 1999 la población legal corresponde a la población sin duplicidades (Fuente: INSEE [Consultar]) |      |      |      |      |      |      |      |      |      |      |      |      |      |      |      |      |      |      |      |      |      |      |      |      |      |      |      |      |      |      |      |      |

Gráfico de evolución demográfica de la comuna desde 1793 hasta 2005

## Administración

### Entidades intercomunales
Nonancourt está integrada en la Communauté de communes du Val d'Avre , la cual su sede social en el departamento de Eure y Loir. Es la única comuna de Eure incluida en esa agrupación.
Además forma parte de diversos sindicatos intercomunales para la prestación de diversos servicios públicos:
- Syndicat d'eau et d'assainissement de la Paquetterie .
- Syndicat du collège Jean Claude Dauphin de Nonancourt .
- Syndicat de l'électricité et du gaz de l'Eure (SIEGE) .
- Syndicat de la vallée d'Avre .

### Riesgos
La prefectura del departamento de Eure incluye la comuna en la previsión de riesgos mayores  por:
- Presencia de cavidades subterráneas.
- Riesgos derivados del transporte de mercancías peligrosas.
- Riesgos por inundación.

## Economía

### Empresas con más de 100 empleados
- SAS DELAUNAY, dedicada al transporte de mercancías por carretera. Contaba en octubre de 2006 con 180 empleados.